# .gt
.gt es el dominio de nivel superior geográfico (ccTLD) para Guatemala, administrado por la Universidad del Valle de Guatemala a través del Registro de Dominios .gt.
El Registro de Dominios .GT es la única entidad autorizada por la "InterNet Assigned Numbers Authority" (IANA) de mantener el registro de nombres de dominio de Internet con el código de país asignado a Guatemala.

## Historia
En 1990 el ingeniero Luis R. Furlán, al fungir como director del Centro de Estudios en Informática Aplicada (CEIA), del Instituto de Investigaciones de la Universidad del Valle de Guatemala (UVG), inició la búsqueda de una forma más eficiente y económica de mantener contacto con sus colegas investigadores en el extranjero. En ese entonces las formas tradicionales de comunicación eran: la telefonía, los telegramas y los faxímiles.
Estas formas no satisfacían a plenitud los buscados criterios de eficiencia y bajo costo, en particular este último. Para hacer investigación es necesario mantener un constante flujo de comunicaciones, intercambio de ideas, datos y resultados.
Durante una conversación, el ingeniero Theodore Hope, exalumno del ingeniero Furlán, le sugirió a su maestro la posibilidad de conectar a la UVG a la incipiente (para entonces en América Latina) red de Internet, canalizado a través de un proyecto que él lideraba desde Costa Rica denominado Proyecto Huracán. Este plan, permitía a miembros de instituciones educativas de Costa Rica, conectarse a Internet por medio del protocolo Unix to Unix Copy (UUCP), a través del sistema telefónico utilizando módems para conectar computadoras.
Es así como en 1990, utilizando su computador de escritorio (procesador 286, disco duro de 30 Mbytes y una memoria de 640 Kbytes) un módem de 9.6 kbps y un sistema operativo Coherent (de US$ 50), el ingeniero Furlán establece la primera conexión Internet desde Guatemala. El número de usuarios creció rápido y se tomó la decisión de que el nodo (dominio) de la UVG, tuviera su propio nombre.
El ingeniero Hope solicitó al doctor John Postel, de la Universidad de California del Sur, (desde donde se operaba la Internet Assigned Names Authority, IANA, que tenía a su cargo la asignación de nombres de dominio para toda la Internet) que le asignara el nombre de dominio: uvg.edu a la Universidad del Valle de Guatemala. Postel respondió preguntando que, siendo la Universidad del Valle de Guatemala la primera institución en conectarse a internet, si no le gustaría ser la entidad administradora del nombre de dominio de nivel superior de código de país (ccTLD por sus siglas en inglés), refiriéndose a: .gt. Aquí cabe recordar que, a principios de los años 90, Internet era de carácter netamente científico/académico y que el procedimiento estándar, era que alguna universidad administrara los nombres de dominio de nivel superior, en especial fuera de EE. UU.
Al consultar al doctor Postel sobre las responsabilidades y obligaciones que representaba ser el ente administrador de un ccTLD, el doctor Postel respondió que solo había que cumplir con dos condiciones:
Asegurar que no hubieran nombres de dominio duplicados dentro del ccTLD.
Garantizar la imparcialidad en la delegación de los nombres de dominio bajo ese ccTLD.
Para la UVG, estas condiciones eran fáciles de cumplir. Por un lado, cualquier sistema administrador de base de datos en forma automática impide la duplicación de nombres y, por el otro, la Universidad siendo una institución no-lucrativa, apolítica y laica, podía garantizar la imparcialidad en la delegación de nombres.
Es así como en 1992 la IANA le otorgó a la UVG la custodia para administrar el espacio de Internet correspondiente al ccTLD. gt. Es importante hacer notar que todas las comunicaciones se hicieron a través del correo electrónico y nunca hubo un documento formal de por medio. Esa era la forma de ser de la Internet y sobre todo en un ambiente de investigación y desarrollo, donde la relación era entre colegas y bajo la premisa que los acuerdos era un "pacto de caballeros", y no con documentos formales.
La política que se adoptó para distribuir el espacio ccTLD .gt fue de utilizar como subdominios, los mismos dominios genéricos que se utilizaban en Estados Unidos de América, es decir:
- .com.gt - para entidades comerciales.
- .org.gt - principalmente para las ONG, organizaciones internacionales y otras.
- .net.gt - para entidades que aportarán a la infraestructura de la red.
- .edu.gt - para instituciones educativas reconocidas por el Ministerio de Educación y, en el caso de instituciones de educación superior, reconocidas por el Consejo de la Enseñanza Privada Superior (CEPS).
- .gob.gt - para dependencias del gobierno de Guatemala.
- .mil.gt - para entidades de las Fuerzas Armadas de Guatemala.

Se decidió también abrir un subdominio pensando que sería muy solicitado por personas individuales que querrían contar con su propio nombre de dominio:
- .ind.gt - personas individuales

Cabe agregar que los subdominios:
.edu.gt
.gob.gt
.mil.gt
Son restringidos y solo pueden optar a ellos, instituciones que presenten documentación fehaciente de su pertenencia a estos sectores.
Los subdominios:
.com.gt
.org.gt
Son de acceso libre y cualquier institución/organización puede registrar un nombre bajo estos.
Desde mayo de 2012 se abrió el registro de nombres de dominio de segundo nivel, utilizando solo el .gt.
El caso del subdominio .net.gt es especial, ya que originalmente la intención era que fuera utilizado en forma única por entidades dedicadas a aportar a la infraestructura de la red. Sin embargo, durante el tiempo que el servidor (DNS por sus siglas en inglés) estuvo en el Consejo Nacional de Ciencia y Tecnología, CONCyT, hubo cierta confusión sobre eso y se otorgaron nombres bajo este subdominio sin restricciones. Para no quedar mal con nadie, se optó por liberar en su totalidad este subdominio y hoy día cualquiera puede registrar un nombre bajo el mismo.
Desde 1992 hasta diciembre de 1995, la única institución que tenía un nombre bajo el nuevo ccTLD .gt era la Universidad del Valle de Guatemala. El nombre de dominio que se asignó fue el de uvg.edu.gt. La operación del servidor de nombres de dominio (DNS) se llevó a cabo desde UUNet en Virginia, EE. UU., porque en ese entonces la Empresa Guatemalteca de Telecomunicaciones, GUATEL, no tenía la capacidad de conectar a la UVG con un enlace dedicado.
Paralelo a ello, con la creación en 1991 del Consejo Nacional de Ciencia y Tecnología, CONCyT, y de su Comisión Nacional de Información e Informática, surgió el proyecto MayaNet que planteaba la creación de una red nacional científico/académica. No fue sino hasta diciembre de 1995 que GUATEL dio su aprobación, para entonces era el monopolio de las telecomunicaciones, y fue así como empezó formalmente a funcionar el internet en Guatemala a nivel académico y también comercial.
Ya con la operación de cobertura nacional, se consideró necesario instalar el DNS primario para el ccTLD .gt en Guatemala. Lo lógico era tenerlo en la UVG pero, como se mencionó antes, la central telefónica de GUATEL, en Vista Hermosa, no tenía la capacidad para conectar a la UVG con un enlace dedicado. Fue así como se decidió que el servidor DNS del ccTLD .gt estuviera instalado en la sede del CONCyT que, en ese entonces, estaba tan solo a una cuadra de la central de GUATEL. La responsabilidad principal de la operación del DNS siempre estuvo a cargo de la UVG, pero físicamente estaba en el CONCyT.
En el año 2000, cuando la UVG ya tuvo un enlace dedicado y robusto, se decidió trasladar la operación del DNS a su campus central para tener la operación completa desde la misma. Esta operación se realiza en su totalidad hoy mismo en el campus central de la UVG.
Una de las recomendaciones que hace ahora la Internet Corporation for Assigned Names and Numbers (ICANN), entidad que absorbió a la IANA, junto a la Organización Mundial de la Propiedad Intelectual (OMPI), es que los administradores de los ccTLDs adopten una Política Uniforme de Resolución de Disputas (UDRP), por sus siglas en inglés. En ese sentido, la Universidad del Valle de Guatemala participó en varios talleres facilitados por la OMPI y, en el año 2000, el ccTLD .gt se convirtió en tan solo en el segundo país en América Latina en adoptar el UDRP
Como ya se mencionó, todo el proceso de delegar el ccTLD a la UVG se llevó a cabo a través de simples mensajes de correo electrónico. Con el auge de la Internet, su globalización y comercialización, se empezó a ver la necesidad de tener una relación más formal con la ICANN. Es así como en el 2006, la ICANN y la UVG firman un acuerdo marco en el cual la ICANN reconoce formalmente la delegación hecha en 1992 a la UVG, y la Universidad del Valle de Guatemala acepta con ello, operar bajo las normas y políticas de la ICANN.
La Universidad del Valle de Guatemala, como administradora del ccTLD .gt, es así miembro activo de la organización de administradores de nombres de dominio de nivel superior de América Latina y el Caribe (LACTLD) por sus siglas en inglés, y de la organización de apoyo sobre nombres de códigos de país (ccNSO) por sus siglas en inglés, de la ICANN.

## Dominios de Tercer Nivel
- .com.gt: Entidades comerciales.
- .edu.gt: Instituciones educativas acreditadas (restringido).
- .net.gt: Proveedores de redes.
- .gob.gt: Entidades del Gobierno de Guatemala (restringido).
- .org.gt: Organizaciones no lucrativas.
- .mil.gt: Entidades Militares (restringido).
- .ind.gt: Personas individuales.

Los dominios de tercer nivel de .edu.gt, .gob.gt y .mil.gt están restringidos y el solicitante deberá probar la afiliación de su institución para poder optar a uno de ellos. Los dominios de tercer nivel .ind.gt se usarán solo con nombres legales de personas individuales.